# Quốc lộ 12
Quốc lộ 12 là tuyến đường liên tỉnh nối 2 tỉnh vùng Tây Bắc Việt Nam là Lai Châu và Điện Biên với nhau, dài gần 200 km.
Điểm đầu của tuyến đường này tại cửa khẩu Ma Lù Thàng thuộc huyện Phong Thổ, tỉnh Lai Châu. Quốc lộ 12 chạy men theo bờ trái của sông Nậm Na (một phụ lưu của sông Đà) qua các huyện, thị xã Phong Thổ, Sìn Hồ (Lai Châu), Mường Lay, Mường Chà, Điện Biên Phủ, Điện Biên (Điện Biên). Điểm cuối tại nơi giao với Quốc lộ 279 tại nơi giáp ranh giữa ba xã Noong Luống, Noong Hẹt, Sam Mứn của huyện Điện Biên.
Tại thị trấn Phong Thổ, Quốc lộ 12 đi qua điểm cuối của Quốc lộ 100 từ cửa khẩu Ma Lù Thàng chạy xuống ở phía phải. Tại đầu cầu phía Bắc của cầu Hang Tôm vượt sông Đà, Quốc lộ 12 lại đi qua điểm cuối của đường tỉnh 127 từ thị trấn Mường Tè chạy xuống cũng ở phía phải. Qua thị trấn Mường Lay, Quốc lộ 12 lại đi qua điểm cuối của Quốc lộ 6 ở phía trái.
Sau khi thủy điện Sơn La khánh thành, một đoạn dài Quốc lộ 12 thuộc địa phận Sìn Hồ và Mường Chà cùng cây cầu Hang Tôm sẽ bị nhấn chìm trong nước. Hiện đoạn tránh ngập dài 35 km cho Quốc lộ 12 và cầu Hang Tôm mới đã xây dựng xong.

## Quốc lộ 12A
Quốc lộ 12A là tuyến giao thông đường bộ quốc gia nằm trong tỉnh Quảng Bình nối Quốc lộ 1 từ thị xã Ba Đồn đến cửa khẩu quốc tế Cha Lo. Có hai tuyến là cũ và mới, chỉ trùng nhau tại một số đoạn.

## Quốc lộ 12B
- Bài chi tiết: Quốc lộ 12B

Quốc lộ 12B là tuyến giao thông đường bộ quốc gia nối từ vùng biển Kim Sơn qua thành phố Tam Điệp (tỉnh Ninh Bình) theo hướng tây bắc qua huyện Nho Quan (Ninh Bình), Yên Thủy, Lạc Sơn, Tân Lạc (đều của tỉnh Hòa Bình) rồi thẳng nối vào quốc lộ 6 đi lên các tỉnh vùng Tây Bắc là Hòa Bình, Sơn La, Điện Biên. Đây là tuyến đường chính nối các tỉnh miền Tây Bắc với các tỉnh vùng duyên hải Bắc Bộ để thông ra biển theo hành trình ngắn nhất.
Trước đây, Quốc lộ 12B cũ chỉ nối từ Quốc lộ 1 tại Tam Điệp rồi đi xuyên qua rừng quốc gia Cúc Phương đến Tân Lạc. Sau Quyết định số: 356/QĐ–TTg ngày 25 tháng 2 năm 2013 Về việc phê duyệt điều chỉnh quy hoạch phát triển giao thông vận tải đường bộ Việt Nam đến năm 2020 và định hướng đến năm 2030, 2 tuyến đường tỉnh lộ 480, 481 nối từ Kim Đông – Tam Điệp được nâng cấp thành quốc lộ.

## Quốc lộ 12C
- Bài chi tiết: Quốc lộ 12C

Quốc lộ 12C là tuyến giao thông đường bộ quốc gia tại các tỉnh Hà Tĩnh và Quảng Bình nối khu kinh tế Vũng Áng và cửa khẩu quốc tế Cha Lo. Quốc lộ 12C chính là đường Xuyên Á AH131.